# 西塔科 (华盛顿州)
西塔科（SeaTac）是美国华盛顿州金县的一座位于西雅图郊区的城市，它得名于座落于市内的西雅图-塔科马国际机场，即“Seattle”和“Tacoma”的混合。根据美国人口调查局2000年统计，西塔科共有人口25,496人，其中白人占62.86%、亚裔美国人占11.07%、非裔美国人占9.15%、太平洋岛国裔人占2.66%、印第安人占1.50%。